# Okrasa
Okrasa foi a companhia fundada por Gerhard Oettinger em 1951. A companhia especializada em peças de desempenho para o motor de VW tais como Dannenhauer & Stauss e Rometsch usava os motores de Okrasa em seus carros desportivos.
Há dois jogos de Kit Okrasa disponíveis, o Ts-1200 e o Ts-1300/30. O Ts-1200 consisti em um par de cabeçotes com taxas elevadas, carburadores duplos Solex 32PBIC, como usados em Porsche adiantado 356s. Os acréscimos opcionais incluíram um filtro de óleo de Fram que poderia ser montado no radiador de óleo que consiste em  tubulação de cobre atrás da ventoinha, desse modo ser refrigerado pelo ar que está sendo sugado dentro. Os cabeçotes passam a ter taxa de compressão de 6,6 a 7.5:1
O jogo Tsv-1300/30 era muito mais completo, ele vem com as mesmas partes que o Ts-1200, mas incluiu também um virabrequim de  cromomoly com curso de 69.5mm que aumenta a capacidade do motor para 1295cc - o curso original é de 64mm. Os carburadores usados são Solex 32mm e com filtros de ar Knecht.
Em 1956, Martin Herzog começou exportar os kits de Okrasa para os  E. U. A. para a companhia americana EMPI de peças de VW e anunciaram o tempo para 0-60 milhas em 12 segundos. Anunciaram também o aumento de 36 hp para 48 hp com "nenhum sinal do superaquecimento relatado, no retão de arrancada no deserto"